# José Maria Fidélis
José Maria Fidélis dos Santos ou simplesmente Fidélis (São José dos Campos, 13 de março de 1944 — São José dos Campos, 28 de novembro de 2012) foi um futebolista brasileiro, que atuou na posição de lateral-direito.

## Carreira

### Jogador
Iniciou sua carreira futebolista fazendo testes no Bangu, onde foi campeão carioca em 1966. Pelo Vasco da Gama foi campeão carioca em 1970 e campeão brasileiro em 1974. Encerrou a carreira no São José EC em 1981.
Fidélis fez parte da Seleção Brasileira de Futebol que disputou a Copa do Mundo FIFA de 1966. Disputou oito (1 não oficial) jogos pela seleção, todos em 1966, tendo marcado um gol. Fidélis nunca mais foi convocado para a Seleção Brasileira. Isso pelo fato de ter voltado ao país, depois do mundial, afirmando que a Confederação Brasileira de Futebol havia vendido resultados na competição, o que nunca foi provado.

## O Bangu virou "Houston Stars"
Em 1966, um grupo de empresários criou uma nova liga de futebol a North American Soccer League (NASL), em concorrência com a National Professional Soccer League (NPSL).
Em 1967, o Bangu foi convidado a participar de um torneio nos Estados Unidos promovido pela NASL, representando o Houston Stars. Além do Bangu, outros clubes a redor do mundo foram convidados e representaram clubes norte-americanos: Los Angeles Wolves (Wolverhampton, da Inglaterra), San Francisco Golden Gate Gales (ADO Den Haag, da Holanda), Chicago Mustangs (Cagliari, da Itália), Vancouver Royal Canadians (Sunderland, da Inglaterra) e Dallas Tornado (Dundee United, da Escócia).

## Morte
Morreu em 28 de novembro de 2012. O ex-atleta, que estava lutando contra um câncer no estômago, teve uma recaída e foi internado no hospital de São José São José dos Campos. O ex-jogador foi enterrado no Cemitério Parque Horto São Dimas.

### Treinador
Foi campeão alagoano pelo CSA, campeão sul-matogrossense pelo Operário Futebol Clube (1986), campeão do Módulo Branco CBF (1986), vice-campeão paulista pelo São José Esporte Clube em 1982 e campeão estadual da 1a.Divisão de Profissionais Chave B pelo Campo Grande (1993).
Outras equipes que treinou: Associação Esportiva Guaratinguetá (1988) e Guarani-MG (1989 a 1990).

## Títulos
Bangu
- Campeonato Carioca: 1966
- Torneio Quadrangular dos Campeões de 1968

Vasco da Gama
- Campeonato Carioca: 1970
- Campeonato Brasileiro: 1974
- Torneio Quadrangular do Rio de Janeiro: 1973
- Taça José de Albuquerque: 1972
- Troféu Pedro Novaes: 1973
- Torneio Erasmo Martins Pedro: 1973
- Taça Danilo Leal Carneiro: 1975
- Taça Cidade de Cabo Frio: 1975

ABC
- Campeonato Potiguar: 1976[8]

São José-SP
- Campeonato Paulista - Série A2: 1980[9]